# تگاب، سغد
تگاب، سغد (به لاتین: Tagob) یک منطقهٔ مسکونی در تاجیکستان است که در ولایت سغد واقع شده‌است. تگاب ۰ نفر جمعیت دارد و ۲٬۸۷۱ متر بالاتر از سطح دریا واقع شده‌است.